# Dux
A Dux latinul vezetőt jelent, így utalhatott katonai csapatok élén lévő személyre, vagy egy törzs, nép első számú elöljárójára. Több nyelven is vannak méltóságnevek, melyek ebből a szóból származnak: duke (angol), duc (francia), duce (olasz), Dózsa-Dóczé (magyar).

## ARómai Birodalomban
A római hadseregben a dux két vagy több légió tábornoka lehetett. Később consuli és imperatori címet is jelentett, azaz a cím felértékelődött. Gyakran használták egy-egy római provincia kormányzójának megjelölésére is. Ilyen posztban a dux egyszerre volt a legmagasabb rangú civil tisztviselő és a provincián belül állomásozó katonai alakulatok vezetője is.
A Dominatus idején a kormányzói jogköröket leválasztották a dux címről. A dux még mindig a legmagasabb katonai beosztás volt az adott provincián belül, egyéb hatalmi jogköröket azonban csak a kormányzó engedélyével gyakorolhatott.
Diocletianus tetrarchista reformja óta a provinciákat nagyobb egységekbe vonta össze, amelyeknek az élén a vicarius állt. Ahogy addig a kormányzókat, most a viciariusokat segítette a dux. Ez a dux az összes körzetébe tartozó provincia duxának a felettese volt, és ha hívta őket, minden seregnek indulnia kellett. Például Gallia duxa valamennyi galliai dux főparancsnoka volt.
Bizáncban doux (megközelítő átírás) néven élt tovább a poszt.

## A duxi posztok és hivatalaiknak listája
A Notitia dignitatum  (birodalmi kancellári ki-kicsoda a középső szintű és provinciális irányításban) a következő duxi rangokat sorolja fel: 12 dux a nyugati birodalomban, általában provinciákhoz köthetőek.
- Dux Limitis Mauretaniae Caesariensis.
- Dux Limites Tripolitani.
- Dux Pannoniae primae et Norici ripensis.
- Dux Pannoniae secundae.
- Dux Valeriae ripensis.
- Dux Raetiae primae et secundae.
- Dux Sequanicae.
- Dux Tractus Armoricani et Neruicani.
- Dux Belgicae secundae.
- Dux Germaniae primae.
- Dux Britanniae (a Dux Britanniarum alternatív megnevezése.).
- Dux Mogontiacensis.

Közülük tiz határral rendelkező terület vezetője közvetlenül a Magister militum alá tartozott.
- Dux Mauretaniae Caesariensis.
- Dux Tripolitani.
- Dux Pannoniae secundae.
- Dux Valeriae ripensis.
- Dux Pannoniae primae et Norici ripensis.
- Dux Raetiae primae et scundae.
- Dux Belgicae secundae.
- Dux Germaniae primae.
- Dux Britanniarum (a Dux Britanniae egy másik megnevezése).
- Dux Mogontiacensis.

13 dux a keleti birodalomban, amelyek általában határral rendelkező provinciákhoz köthetők. Ezek listája diocesenként:
- Per Aegyptum duo:
  - Dux Libyarum.
  - Dux Thebaidos.
- Per Orientem sex:
  - Foenicis.
  - Eufratensis et Syriae.
  - Palaestinae.
  - Osrhoenae.
  - Mesopotamiae.
  - Arabiae.
- Per Ponticam unus:
  - Armeniae.
- Per Thracias duo:
  - Moesiae secundae.
  - Scythiae.
- Per Illyricum II:
  - Daciae ripensis.
  - Moesiae primae.

A duxok által felügyelt seregeket a Notitia dignitatum a következőképpen sorolja fel (a sor végén a fő alakulat nevével)
- Dux Thebaidos (in part of Egypt; ranking as vir spectabilis):

Cuneus equitum Maurorum scutariorum, Lico.
Cuneus equitum scutariorum, Hermupoli.
Equites sagittarii indigenae, Tentira.
Equites sagittarii indigenae, Copto.
Equites sagittarii indigenae, Diospoli.
Equites sagittarii indigenae, Lato.
Equites sagittarii indigenae, Maximianopoli.
Equites promoti indigenae…..
Legio tertia Diocletiana, Ombos.
Legio secunda Flavia Constantia Thebaeorum, Cusas.
Legio secunda Traiana, Apollonos superioris.
Milites Miliarenses, Syene.
Legio prima Valentiniana, Copto.
Legio prima Maximiana, Filas.
Legio tertia Diocletiana, Thebas.
Legio secunda Valentiniana, Hermunthi.
Equites felices Honoriani, Asfynis.
Ala prima Abasgorum, Hibeos – Oaseos maioris.
Et quae de minore laterculo emittuntur:
- Ala secunda Hispanorum, Poisrietemidos.
- Ala Germanorum, Pescla.
- Ala quarta Britonum, Isiu.
- Ala prima Hiberorum, Thmou.
- Ala Neptunia, Chenoboscia.
- Ala tertia dromedariorum, Maximianopoli.
- Ala octava Palmyrenorum, Foenicionis.
- Ala septima Herculia voluntaria, contra Lata.
- Ala prima Francorum, contra Apollonos.
- Ala prima Iovia catafractariorum, Pampane.
- Ala octava ….., Abydum – Abocedo.
- Ala secunda Herculia dromedariorum, Psinaula.
- Ala prima Abasgorum, Oasi maiore.
- Ala prima Quadorum, Oasi minore – Trimtheos.
- Ala prima Valeria dromedariorum, Precteos.
- Cohors prima Lusitanorum, Theraco.
- Cohors scutata civium Romanorum, Mutheos.
- Cohors prima Apamenorum, Silili.
- Cohors undecima Chamauorum, Peamu.
- Cohors nona Tzanorum, Nitnu.
- Cohors nona Alamannorum, Burgo Severi.
- Cohors prima felix Theodosiana, apud Elephantinem.
- Cohors quinta Suentium, Suene.
- Cohors sexta saginarum, in Castris Lapidariorum.
- Cohors septima Francorum, Diospoli.

A Dux Foenicis (vir spectabilis angban) a következőket irányítja
- Equites Mauri Illyriciani, Otthara.
- Equites scutarii Illyriciani, Euhari.
- Equites promoti indigenae, Saltatha.
- Equites Dalmatae Illyriciani, Lataui.
- Equites promoto indigenae, Auatha.
- Equites promoti indigenae, Nazala.
- Equites sagittarii indigenae, Abina.
- Equites sagittarii indigenae, Casama.
- Equites sagittarii indigenae, Calamona.
- Equites Saraceni indigenae, Betproclis.
- Equites Saraceni, Thelsee.
- Equites sagittarii indigenae, Adatha.
- Praefectus legionis primae Illyricorum, Palmira.
- Praefectus legionis tertiae Gallicae, Danaba.

Et quae de minore laterculo emittuntur
- Ala prima Damascena, Monte Iovis.
- Ala noun Diocletiana, Veriaraca.
- Ala prima Francorum, Cunna.
- Ala prima Alamannorum, Neia.
- Ala prima Saxonum, Verofabula.
- Ala prima Foenicum, Rene.
- Ala secunda Salutis, Arefa.
- Cohors tetria Herculia, Veranoca.
- Cohors quinta pacta Alamannorum, Oneuatha.
- Cohors prima Iulia lectorum, Vale Alba.
- Cohors secunda Aegyptiorum, Valle Diocletiana.
- Cohors prima Orientalis, Thama.

- Dux Syriae (et Eufratensis Syriae) (rankig as vir spectabilis):
  - Equites scutarii Illyriciani, Serianae.
  - Equites promoti Illyriciani, Occariba.
  - Equites sagittarii indigenae, Matthana.
  - Equites promoti indigenae, Adada.
  - Equites sagittarii indigenae, Anatha.
  - Equites sagittarii, Acadama.
  - Equites sagittarii, Acauatha.
  - Praefectus legionis quartae Scythicae, Oresa.
- In Augusta Eufratensi:
  - Equites Dalmatae Illyriciani, Barbalisso.
  - Equites Mauri Illyriciani, Neocaesereae.
  - Equites promoti indigenae, Rosafa.
  - Praefectus legionis sextaedecimae Flaviae firmae, Sura.
- Et quae de minor laterculo emittuntur:
  - Ala prima nova Herculia, Ammuda.
  - Ala prima Iuthungorum, Salutaria.
  - Cohors prima Gotthorum, Helela.
  - Cohors prima Ulpia Dacorum, Claudiana.
  - Cohors tertia Valeria, Marmantharum.
  - Cohors prima victorum, Ammattha.
- Officium autem habet ita:
  - Principem.
  - Numerarios et adiutores eorum.
  - Commentariensem.
  - Adiutorem.
  - A libellis sive subscribendarium.
  - Exceptores et ceteros officiales.

- Dux Palaestinae (vir spectabilis):
  - Equites Dalmatae Illyriciani, Benosabae.
  - Equites Dalmatae Illyriciani, Benosabae.
  - Equites promoti Illyriciani, Menochiae.
  - Equites scutarii Illyriciani, Chermulae.
  - Equites Mauri Illyriciani, Aeliae.
  - Equites Thamudeni Illyriciani, Birsama.
  - Equites promiti indigenae, Sabaiae.
  - Equites promiti indigenae, Zodocathae.
  - Equites sagittarii indigenae, Hauanae.
  - Equites sagittarii indigenae, Zoarae.
  - Equites sagittarii indigenae, Robatha.
  - Equites primi felices Palaestini, Sabure sive Veterocariae.
  - Equites sagittarii indigenae, Moahile.
  - Praefectus legionis decimae Fretensis, Ailae.
- Et quae de minore laterculo emittuntur:
  - Ala prima miliaria Sebastena, Asuada.
  - Ala Antana dromedariorum, Admatha.
  - Ala Constantiana, Toloha.
  - Ala secunda felix Valentiana, apud Praesidium.
  - Ala prima miliara, Hasta.
  - Ala Idiota constituta.
  - Cohors duodecima Valeria, Afro.
  - Cohors decima Carthaginensis, Cartha.
  - Cohors prima agentenaria, Tarba.
  - Cohors quarta Frygium, Praesidio.
  - Cohors secunda Gratiana, Iehibo.
  - Cohors prima equitata, Calamona.
  - Cohors secunda Galatarum, Arieldela.
  - Cohors prima Flavia, Moleaatha.
  - Cohors quarta Palaestinorum, Thamana.
  - Cohors secunda Cretensis, iuxta Iordanem fluvium.
  - Cohors prima salutaria, inter Aeliam et Hierichunta.

### Another typical ducal Officium
- Dux Osrhoenae (vir spectabilis):
  - Equites Dalmatae Illyriciani, Ganaba.
  - Equites promoti Illyriciani, Callinico.
  - Equites Mauri Illyriciani, Dabana.
  - Equites promoti indigenae, Banasam
  - Equites promoti indigenae, Sina Iudaeorum.
  - Equites sagittarii indigenae, Oraba.
  - Equites sagittarii indigenae, Thillazamana.
  - Equites sagittarii indigenae Medianenses, Mediana.
  - Equites primi Osrhoeni, Rasin.
  - Praefectus legionis quartae Parthicae, Circesio.
  - ……………, Apatna.
- Et quae de minore laterculo emittuntur:
  - Ala septima Valeria praelectorum, Thillacama.
  - Ala prima Victoriae, Touia -contra Bintha.
  - Ala secunda Paflagonum, Thillafica.
  - Ala prima Parthorum, Resaia.
  - Ala prima nova Diocletiana, inter Thannurin et Horobam.
  - Cohors prima Gaetulorum, Thillaamana.
  - Cohors prima Eufratensis, Maratha.
  - Ala prima salutaria, Duodecimo constituta.

- Dux Mesopotamiae (vir spectibilis):
  - Equites scutarii Illyriciani, Amidae.
  - Equites promoti Illyriciani, Resain – Theodosiopoli.
  - Equites ducatores Illyriciani, Amidae.
  - Equites felices Honoriani Illyriciani, Constantia.
  - Equites promoti indigenae, Apadna.
  - Equites promoti indigenae, Constantina.
  - Equites sagittarii indigenae Arabanenses, Mefana – Cartha.
  - Equites scutarii indigenae Pafenses, Assara.
  - Equites sagittarii indigenae Thibithenses, Thilbisme.
  - Equites sagittarii indigenae, Thannuri.
  - Praefectus legionis primae Parthicae Nisibenae, Constantina.
  - Praefectus legionis secundae Parthicae, Cefae.
- Et quae de minore laterculo emittuntur:
  - Ala secunda nova Aegyptiorum, Cartha.
  - Ala octava Flavia Francorum, Ripaltha.
  - Ala quintadecima Flavia Carduenorum, Caini.
  - Cohors quinquagenaria Arabum, Bethallaha.
  - Cohors quartadecima Valeria Zabdenorum, Maiocariri.
- Officium autem habet ita:
  - Principem de scola agentum in rebus.
  - Numerarios et adiutores eorum.
  - Commentariensem.
  - Adiutorem.
  - A libellis sive subscribendarium.
  - Exceptores et ceteros officiales.

- Dux Arabiae (vir spectabilis):
  - Equites scutarii Illyriciani, Motha.
  - Equites promoti Illyriciani, Tricomia.
  - Equites Dalmatae Illyriciani, Ziza.
  - Equites Mauri Illyriciani, Areopoli.
  - Equites promoti indigenae, Speluncis.
  - Equites promoti indigenae, Mefa.
  - Equites sagittari indigenae, Gadda.
  - Praefectus legionis tertiae Cyrenaicae, Bostra.
  - Praefectus legionis quartae Martiae, Betthoro.
  - Equites sagittarii indigenae, Dia – Fenis.
- Et quae de minore laterculo emittuntur:
  - Ala nona miliaria, Auatha.
  - Ala sexta Hispanorum, Gomoha.
  - Ala secunda Constantiana, Libona.
  - Ala secunda Miliarensis, Naarsafari.
  - Ala prima Valentiana, Thainatha.
  - Ala secunda felix Valentiniana, apud Adittha.
  - Cohors prima miliaria Thracum, Adtitha.
  - Cohors prima Thracum, Asabaia.
  - Cohors octava voluntaria, Ualtha.
  - Cohors tertia felix Arabum, in ripa Vade Afaris Fluvii in castris Arnonensibus.
  - Cohors tertia Alpinorum, apud Arnona.
- Officium autem viri spectabilis ducis Arabia et praesidis habet ita:
  - Principem de scola agentum in rebus.
  - Numerarios et adiutores eorum.
  - Commentariensem.
  - Adiutorem.
  - A libellis sive subscribendarium.
  - Exceptores et ceteros officiales.
- Item officium praesidis eiusdem provinciae:
  - Principem de eodem officio.
  - Cornicularium.
  - Ordinarios.
  - Commentariensem.
  - Numerarios et adiutores eorum.
  - Adiutorem.
  - A libellis sive regerendarium.
  - Exceptores et ceteros officiales.

- Dux Armeniae (vir spectabilis):
  - Equites sagittarii, Sabbu.
  - Equites sagittarii, Domana.
  - Praefectus legionis quintadecimae Apollinaris, Satala.
  - Praefectus legionis duodecimae fulminatae, Melitena.

In Ponto:
- - Praefectus legionis primae Ponticae, Trapezunta.
  - Ala Rizena, Aladaleariza.
  - Ala Theodosiana, apud Auaxam.
  - Ala felix Theodosiana, Siluanis.
- Et quae de minore laterculo emittuntur:
  - Ala prima Augusta Colonorum, Chiaca.
  - Ala Auriana, Dascusa.
  - Ala prima Ulpia Dacorum, Suissa.
  - Ala secunda Gallorum, Aeliana.
  - Ala castello Tablariensi constituta.
  - Ala pima praetoria nuer constituta.
  - Cohors tertia Ulpia miliaria Petraeorum, Metita.
  - Cohors quarta Raetorum, Analiba.
  - Cohors miliaria Bosporiana, Arauraca.
  - Cohors miliaria Germanorum, Sisila.
  - Ala prima Iovia felix, Chaszanenica.
  - Ala prima felix Theodosiana, Pithiae.
  - Cohors prima Theodosiana, Valentia.
  - Cohors Apuleia civium Romanorum, Ysiporto.
  - Cohors prima Lepidiana, Caene – Parembole.
  - Cohors prima Claudia equitata, Sebastopolis.
  - Cohors secunda Valentiana, Ziganne.
  - Cohors, Mochora.
- Officium autem habet ita:
  - Principem de scola agentum in rebus.
  - Numerarios et adiutores eorum.
  - Commentariensem.
  - Adiutorem.
  - A libellis sive subscribendarium.
  - Exceptores et ceteros officiales.

- Dux Scythiae (vir spectabilis):
  - Cuneus equitum scutariorum, Sacidaua.
  - Cuneus equitum Solensium, Capidaua.
  - Cuneus equitum stablesianorum, Cii.
  - Cuneus equitum stablesianorum, Bireo.
  - Cuneus equitum catafractariorum, Arubio.
  - Cuneus equitum armigerorum, Aegissos.
  - Cuneus equitum Arcadum, Talamonio.
- Auxiliares:
  - Milites navclarii, Flaviana.
  - Milites superventores, Axiupoli.
  - Milites Scythici, Carso.
  - Milites secundi Constantini, Trosmis.
  - Milites Scythici, Dirigothia.
  - Milites primi Constantini, Nouioduro.
  - Milites quinti Constantini, Salsouia.
  - Milites primi Gratianenses, Gratiana.
- Item legiones riparienses:
  - Praefectus legionis secundae Herculiae, Trosmis.
  - Praefectus ripae legionis secundae Herculiae cohortis quintae pedaturae inferioris, Axiupoli.
  - Praefectus ripae legionis secundae Herculiae cohortis quintae pedaturae inferioris, Iprosmis.
  - Praefectus legionis primae Ioviae, Nouioduno.
  - Praefectus ripae legionis primae Ioviae cohortis quintae pedaturae superioris, Nouioduno.
  - Praefectus ripae legionis primae Ioviae cohortis quintae pedaturae inferioris, Accisso.
  - Praefectus ripae legionis primae Ioviae cohortis …..
  - et secundae Herculiae musculorum Scythicorum et classis, Inplateypegiis.
- Officium autem habet ita:
  - Principem de eodem officio, qui completa militia adorat protector.
  - Numerarios et adiutores eorum.
  - Commentariensem.
  - Adiutorem.
  - A libellis sive subscribendarium.
  - Exceptores et ceteros officiales.

- Dux Moesiae secundae (vir spectabilis):
  - Cuneus equitum scutariorum, Securisca.
  - Cuneus equitum Solensium, Dimo.
  - Cuneus equitum scutariorum, Latius.
  - Cuneus equitum armigerorum, Sexagintaprista.
  - Cuneus equitum secundorum armigerorum, Tegra.
  - Cuneus equitum scutariorum, Appiaria.
  - Cuneus equitum stablesianorum, Sucidaua.
- Auxiliares:
  - Milites praeventores, Ansamo.
  - Milites Constantini, Trimammio.
  - Milites Dacisci, Mediolana.
  - Milites tertii navclarii, Appiaria.
  - Milites Novenses, Transmariscae.
  - Milites primi Moesiaci, Candidiana.
  - Milites Moesiaci, Teglicio.
  - Milites quarti Constantiani, Durostoro.
  - Milites Cimbriani, Cimbrianis.
  - Milites navclarii Altinenses, Altino.
- Item legiones riparienses:
  - Praefectus legionis primae Italicae, Nouas.
  - Praefectus ripae legionis primae Italicae cohortis quintae pedaturae superioris, Nouas.
  - Praefectus ripae legionis primae Italicae cohortis quintae pedaturae inferioris, Sexagintaprista.
  - Praefectus legionis undecimae Claudiae, Durostoro.
  - Praefectus ripae legionis undecimae Claudiae cohortis quintae pedaturae superioris, Transmariscae.
  - Praefectus ripae legionis undecimae Claudiae cohortis quintae pedaturae inferioris, Transmariscae.
  - Praefectus navium amnicarum et militum ibidem deputatorum.
- Officium autem habet ita:
  - Principem de eodem officio, qui completa militia adorat protector.
  - Numerarios et adiutores eorum.
  - Commentariensem.
  - Adiutorem.
  - A libellis sive subscribendarium.
  - Exceptores et ceteros officiales.
- Et quae de minore laterculo emittuntur:
  - In provincia Rhodopa:
    - Cohors quarta Gallorum, Ulucitra.
- In provincia Thracia:
  - Cohors prima Aureliana, sub Radice – Viamata.
  - Cohors tertia Valeria Bacarum, Drasdea.

- Dux Moesiae primae (vir spectabilis):
  - Cuneus equtum Constantacorum, Pinco.
  - Cuneus equtum promotorum, Flaviana.
  - Cuneus equtum sagittariorum, Tricornio.
  - Cuneus equtum Dalmatarum, Aureomonto.
  - Cuneus equtum promotorum, Viminacio.
  - Cuneus equtum sagittariorum, Laedenatae.
  - Cuneus equtum Dalmatarum, Pinco.
  - Cuneus equtum Dalmatarum, Cuppis.
- Auxiliares:
  - Auxiliares reginenses, contra Reginam.
  - Auxiliares Tricornienses, Tricornio.
  - Auxiliares Novenses, Ad Novas.
  - Auxilium Margense, Margo.
  - Auxilium Cuppense, Cuppis.
  - Auxilium Gratianense, Gratiana.
  - Auxilium Taliatense, Taliata.
  - Auxilium Aureomontanum, Tricornio.
- Item legiones:
  - Praefectus legionis quartae Flaviae, Singiduno.
  - Praefectus legionis septimae Claudiae, Cuppis.
  - Praefectus militum ……, contra Margum in castris Augustoflavianensibus.
  - Praefectus militum exploratorum, Novis.
  - Praefectus militum exploratorum, Taliatae.
  - Praefectus militum Vincentiensium, Laedemata.
  - Praefectus militum exploratorum, Zmirnae.
  - Praefectus classis Histricae, Viminacio
  - Praefectus classis Stradensis et Germensis, Margo.
- Officium autem habet ita:
  - Principem de eodem officio, qui completa militia adorat protector.
  - Numerarios et adiutores eorum.
  - Commentariensem.
  - Adiutorem.
  - A libellis sive subscribendarium.
  - Exceptores et ceteros officiales.

- Dux Daciae ripensis (vir spectabilis):
  - Cuneus equitum Dalmatarum Fortensium, Bononia.
  - Cuneus equitum Dalmatarum Divitensium, Dortico.
  - Cuneus equitum scutariorum, Cebro.
  - Cuneus equitum Dalmatarum Divitensium, Drobeta.
  - Cuneus equitum Dalmatarum, Augustae.
  - Cuneus equitum Dalmatarum, Varina.
  - Cuneus equitum stablesianorum, Almo.
  - Cuneus equitum scutariorum, Aegetae.
  - Cuneus equitum Constantinianorum, Uto.
- Auxiliares:
  - Auxilium Miliarensium, Transalba.
  - Auxilium primorum Daciscorum, Drobeta.
  - Auxilium Crispitiense, Crispitia.
  - Auxilium Mariensium, Oesco.
  - Auxilium Claustrinorum, Transluco.
  - Auxilium secundorum Daciscorum, Burgo Zono.
    - Praefectus militum exploratorum, Transdiernis.
- Item legiones:
  - Praefectus legionis quintae Macedonicae, Variniana.
  - Praefectus legionis quintae Macedonicae, Cebro.
  - Praefectus legionis quintae Macedonicae, Oesco.
  - Praefectus legionis tertiaedecimae geminae, Aegeta.
  - Praefectus legionis tertiaedecimae geminae, Transdrobeta.
  - Praefectus legionis tertiaedecimae geminae, Burgo Novo.
  - Praefectus legionis tertiaedecimae geminae, Zernis.
  - Praefectus legionis tertiaedecimae geminae, Ratiaria.
  - Praefectus legionis quintae Macedonicae, Sucidaua.
  - Tribunus cohortis secundorum reducum, Siosta.
  - Tribunus cohortis novae Sosticae…….
  - Praefectus classis Histricae, Aegetae.
  - Praefectus classis Ratianensis.
- Officium autem habet ita:
  - Principem de eodem officio, qui completa militia adorat protector.
  - Numerarios et adiutores eorum.
  - Commentariensem.
  - Adiutorem.
  - A libellis sive subscribendarium.
  - Exceptores et ceteros officiales.

## A fogalom használata a Római Birodalom utáni korszakban
A Dux számos világi méltóságot jelző rang gyökere is. így többek között innét származik az angol duke, a francia duc, az olasz doge és duce (vezér) illetőleg duca (herceg), a görög dukász (δούκας). A fasiszta uralom idején Benito Mussolinit is a ducenak nevezték.
Angol nyelvű területeken, így Skóciában, Ausztráliában, Új-Zélandon, valamint Izlandon duxnak nevezik az egyetemi szintű oktatás utolsó évfolyamának legkiválóbb tanulóit is.
A Magyar Királyságban, a kora Árpád korban a hercegek címe volt a dux, ebből származik a dukátus kifejezés, mely – az ország harmadát – a hercegi birtokot jelentette, Bihar majd Várad központtal. I. András korában Béla herceg volt a dux, Salamon király korában Géza herceg.
II. Rákóczi Ferenc leggyakrabban használt címe a latin dux et princeps vezető és fejedelem értelmű és a két különböző eredetű cím összetétele. A gyakran használt „vezérlő fejedelem” megnevezést a 19. században találták ki, azóta pedig ez a téves értelmezés terjedt el.